# Revolver (magazine)
Pour les articles homonymes, voir Revolver (homonymie).
Revolver est un bimensuel de rock et de heavy metal publié par NewBay Media. Avant de se baser uniquement dans les domaines du heavy metal, du rock et du hard rock, il s'agissait d'un magazine dont les publications variées étaient similaires à celles de Spin. Il présente des actualités comme les nouveaux albums de groupe et tournées à venir, des critiques d'albums et d'instruments, et des bulletins, notamment. Anciennement dirigé par Harris Publications, Future US rachète le magazine en 2006. En 2012, NewBay Media rachète la division musicale de Future US.